# Söndagsbarnet
För andra betydelser, se Söndagsbarn.
Söndagsbarnet, västtysk film från 1956 baserad på Hans Müller-Schlössers pjäs Schneider Wibbel. 

## Om filmen
Filmen hade svensk premiär den 26 augusti 1957.

## Rollista (urval)
- Heinz Rühmann - Anton Wibbel
- Hannelore Bollmann - Fin
- Werner Peters - Mölfes
- Günther Lüders - Mattes
- Walter Giller - Bosty Mc. Millar
- Carla Hagen - Mariechen
- Otto Wernicke - Willowitz
- Siegfried Lowitz - kriminalpolis